# Фардорф
Фардорф (нем. Fahrdorf) — община в Германии, в земле Шлезвиг-Гольштейн. 
Входит в состав района Шлезвиг-Фленсбург. Подчиняется управлению Хаддеби.  Население составляет 2471 человек (на 31 декабря 2010 года). Занимает площадь 12 км².